# Sveti Dionizije Pariški
Sveti Dionizije Pariški ili Denis Pariški (fr. Saint Denis) bio je misionar u Galiji, prvi pariški biskup i mučenik. 
Dionizija je u 3. stoljeću, vjerojatno oko 250. godine papa Fabijan poslao u Galiju, zajedno sa šestoricom inih rimskih biskupa kao misionare. Prema Grguru iz Toursa, Dionizije je postao biskup Pariza 250. godine. Rimski guverner naredio je uhićenje i smaknuće Dionizija i njegovih suradnika Rusticusa i Eleutheriusa. Prema legendi, Dionizije je uzeo svoju odsječenu glavu na Montmartreu, oprao se u obližnjem potoku i otišao šest kilometara prema sjeveru, s glavom u ruci, do mjesta gdje je pokopan. Na tom mjestu, franački kralj Dagobert I. izgradio je Baziliku Saint-Denis 626. godine, koja je služila francuskim kraljevima kao posljednje počivalište.
Najraniji opisi života sv. Dionizija Pariškoga potječu od Grgura iz Toursa. Jedan je od 14 svetaca pomagača i obično se predstavlja sa svojom odsječenom glavom u ruci.
Po sv. Dioniziju zove se grad Saint-Denis, predgrađe Pariza, u kojem se nalazi spomenuta Bazilika Saint-Denis i opatija te nogometni stadion francuske nogometne reprezentacije Stade de France.